# 钱铎 (吴越)
钱铎（?—?），杭州临安人。中国五代十国时期吴越国大臣，官至同中书门下平章事。
钱铎是钱宽第四子，是吴越武肃王钱镠的弟弟。钱铎跟随其兄钱镠征战多年，官至睦州（治今浙江省建德市梅城镇）刺史、都指挥使等职。907年，朱温灭唐朝，建立后梁，封钱镠为吴越王。钱镠拜弟弟钱铎为安南军节度使、同中书门下平章事，他辅佐朝政，多有功绩。